# Civis romanus sum
Mit dem Satz civis romanus sum (zu Deutsch „Ich bin römischer Bürger“) berief man sich im gesamten Römischen Reich auf sein römisches Bürgerrecht, das einem Vorrechte gewährte. Im weiteren Sinne verweist man auf das Konzept der Staatsbürgerschaft als dauerhaftes und unauflösliches Rechtsverhältnis mit einem weltweiten Geltungsbereich. Ein Bürger Roms blieb ein Bürger Roms, egal wohin er ging (ius migrationis) – im Gegensatz zum Konzept des Untertans, der nur insoweit Schutz und Rechte genießen konnte, als er im Einflussbereich seines Herrschers stand.

## In der römischen Antike
Der Ausdruck civis romanus sum findet sich mehrfach bei Cicero, der die Anklage im Prozess gegen Gaius Verres 73–71 v. Chr. vertrat. Seine „Reden gegen Verres“ sind berühmt als Beispiel der sogenannten Goldenen Latinität und wurden nach dem Prozess als Stücke der Rednerkunst veröffentlicht. Cicero sieht einen der Hauptvorwürfe gegen Verres in ständigen Verletzungen der Bürgerrechte in dessen Amt als römischer Statthalter in Sizilien:
- Ein Römer darf nicht erniedrigt, gequält, gefoltert oder grausam bestraft werden.
- Außer für Hochverrat darf ein Römer nicht mit dem Tode bestraft werden.
- Eine erniedrigende Todesstrafe darf an einem Römer nicht vollstreckt werden, ihm ist das Recht auf Suizid oder Tod durch das Schwert zu gewähren. Auf keinen Fall darf er gekreuzigt werden.
- Ein Römer darf nicht zu Zwangsarbeit gezwungen werden.
- Ein Römer hat das Recht auf Anklage vor einem ordentlichen römischen Gericht, dieser Prozessvorbehalt war in der Antike alles andere als selbstverständlich.

In diesem Sinne sah Cicero bei Verres einen Verrat, da er die republikanische Idee beschädigte, dass ein Römer überall auf der Welt sich auf die Bürgerrechte gegenüber jedermann berufen kann, erst recht vor römischen Amtsträgern:

„His institutis cum completus iam mercatorum carcer esset, tum illa fiebant quae Lucium Suettium, equitem romanum, lectissimum virum, dicere audistis, et quae ceteros audietis. Cervices in carcere frangebantur indignissime civium romanorum, ut iam illa vox et imploratio, ‚civis romanus sum‘, quae saepe multis in ultimis terris opem inter barbaros et salutem tulit, ea mortem illis acerbiorem et supplicium maturius ferret. Quid est, Verres? Quid ad haec cogitas respondere?“

„Als durch solche Vorgänge der Kerker schon mit Kaufleuten angefüllt war, da geschahen erst die Dinge, die ihr aus dem Munde eines vorzüglichen Mannes, des Ritters Lucius Suecius, vernommen habt und noch von anderen Zeugen hören werdet. Erdrosselt wurden im Kerker römische Bürger mitleidlos; jener Hilferuf, jenes Wort, ‚ich bin ein Bürger Roms‘, das sonst so oft in den entlegensten Ländern dieser Welt vielen Menschen mitten unter Barbaren Hilfe und Erlösung brachte, hier bedeutet es Beschleunigung der Strafe und qualvolleren Tod. – Nun, Verres? Was denkst du hierauf zu antworten?“

Der Ausdruck findet sich zudem bei Livius in ab urbe condita. In Buch 2, Kapitel 12 stellt Scaevola mit diesem Begriff seine Tapferkeit gegenüber Lars Porsenna, der Rom belagerte, zum Ausdruck.

### In der Apostelgeschichte
Die Wendung civis romanus sum findet auch in der Apostelgeschichte Erwähnung (Apg 22,25 ). Dieser Überlieferung folgend, bewahrte dieser Satz Paulus nach seiner Verhaftung in Jerusalem vor der Folter. Er berief sich auf den Prozessvorbehalt, appellierte an den Kaiser und wurde infolgedessen – vermutlich 64 n. Chr. – nach Rom gebracht.

## In der Neuzeit
1850 hatte der britische Außenminister Lord Palmerston in seiner Don-Pacifico-Rede gefordert, dass das Britische Empire seine Bürger in der Welt genau so schützen sollte wie einst das Römische Reich seine Bürger. Damit begründete er als Bestandteil britischer Außenpolitik ein Eingriffsrecht zum Schutz britischer Bürger weltweit, wie die seinerzeit von ihm angeordnete Blockade des Hafens von Piraeus:

„Und so sehe ich dem gelassen entgegen wie dieses Haus … urteilen wird über die hier aufgeworfene Frage, ob die Prinzipien der Außenpolitik, von denen sich die Regierung leiten lässt, und das Pflichtgefühl, durch das wir uns gebunden sehen, unseren Mituntertanen im Ausland Schutz zu gewähren, angemessen sind … und ob wie in den alten Tagen ein Römer sich von Erniedrigungen freihalten konnte, indem er sagte: civis romanus sum; so auch ein britischer Untertan, in welchem Land er auch sein möge, darauf vertrauen kann, dass das wache Auge und der starke Arm Englands ihn gegen Ungerechtigkeit und alles Falsche schützen werden.“

John F. Kennedy bezeichnete in seiner berühmten Berliner Rede die Wendung civis romanus sum als den stolzesten Satz der Antike. Diese Phrase verwendete er rhetorisch auch bei anderer Gelegenheit wie ein Jahr zuvor auf einem Empfang in New Orleans:

„Vor zweitausend Jahren war der stolzeste Satz ‚Ich bin ein Bürger Roms‘. Heute, in der Welt der Freiheit, ist der stolzeste Satz ‚Ich bin ein Berliner‘.
Alle freien Menschen, wo immer sie leben mögen, sind Bürger Berlins, und deshalb bin ich als freier Mensch stolz darauf, sagen zu können ‚Ich bin ein Berliner‘!“

Während der Jugoslawienkriege in den 1990er Jahren referierte Madeleine Albright diese Worte, wohl anmerkend, sie wolle im Hinblick auf Kennedy nicht unbescheiden wirken, aber doch auf die geschichtliche Parallele verweisen: „Ja sam Sarajevka!“
In der Rechtswissenschaft wird unter Rückgriff auf das antike Konzept heute civis europaeus sum diskutiert. Hierbei wird auf die Unionsbürgerschaft im Europarecht Bezug genommen, welche die nationale Staatsbürgerschaft eines Menschen eines EU-Mitgliedstaats ergänzt und diesem Rechte zusichert, etwa das Recht auf diplomatische und konsularische Betreuung durch die Mitgliedstaaten.